# Магнитный захват
Магнитный грузоподъёмный захват (на постоянных магнитах, Nd-Fe-B) — принцип действия магнитного захвата заключается в удержании металлических деталей и конструкций на поверхности захвата за счет генерации магнитного поля. Управление магнитным полем осуществляется вручную с помощью рычага замыкания и размыкания магнитных силовых линий. Таким образом, магнитные грузозахваты позволяют удерживать изделия из ферромагнитных материалов без риска падения перемещаемого груза.

## Применение захватов
Высокая эксплуатационная надёжность, отсутствие энергозатрат, малые габаритные размеры и масса в сравнении с электромагнитными захватами, простота и удобство в эксплуатации, обуславливают широкое применение магнитных грузоподъёмных захватов в следующих сферах:
- на производственных предприятиях (например, в процессе лазерной резки при изготовлении штампов).
- в машиностроении.
- в портах.
- на оптовых складах.
- при погрузке-разгрузке товаров на транспортные средства.
- в строительстве.
- на торговых предприятиях.
- на металлобазах.

## Преимущества магнитных захватов
- Магнитные захваты не потребляют электроэнергии.
- Использование магнитных грузозахватов позволяет повысить эффективность, безопасность и скорость выполнения монтажных, а также погрузочно-разгрузочных работ.
- Значительно меньшие габаритные размеры и масса по сравнению с электромагнитами.
- Простота и удобство в эксплуатации.
- Высокая эксплуатационная надёжность.
- Срок эксплуатации не менее 10 лет.